# Edmond Geffroy
Pour les articles homonymes, voir Geffroy.
Edmond Geffroy, né le 28 juillet 1804 à Maignelay et mort le 8 février 1895 à Saint-Pierre-lès-Nemours, est un acteur et un peintre français.

## Biographie

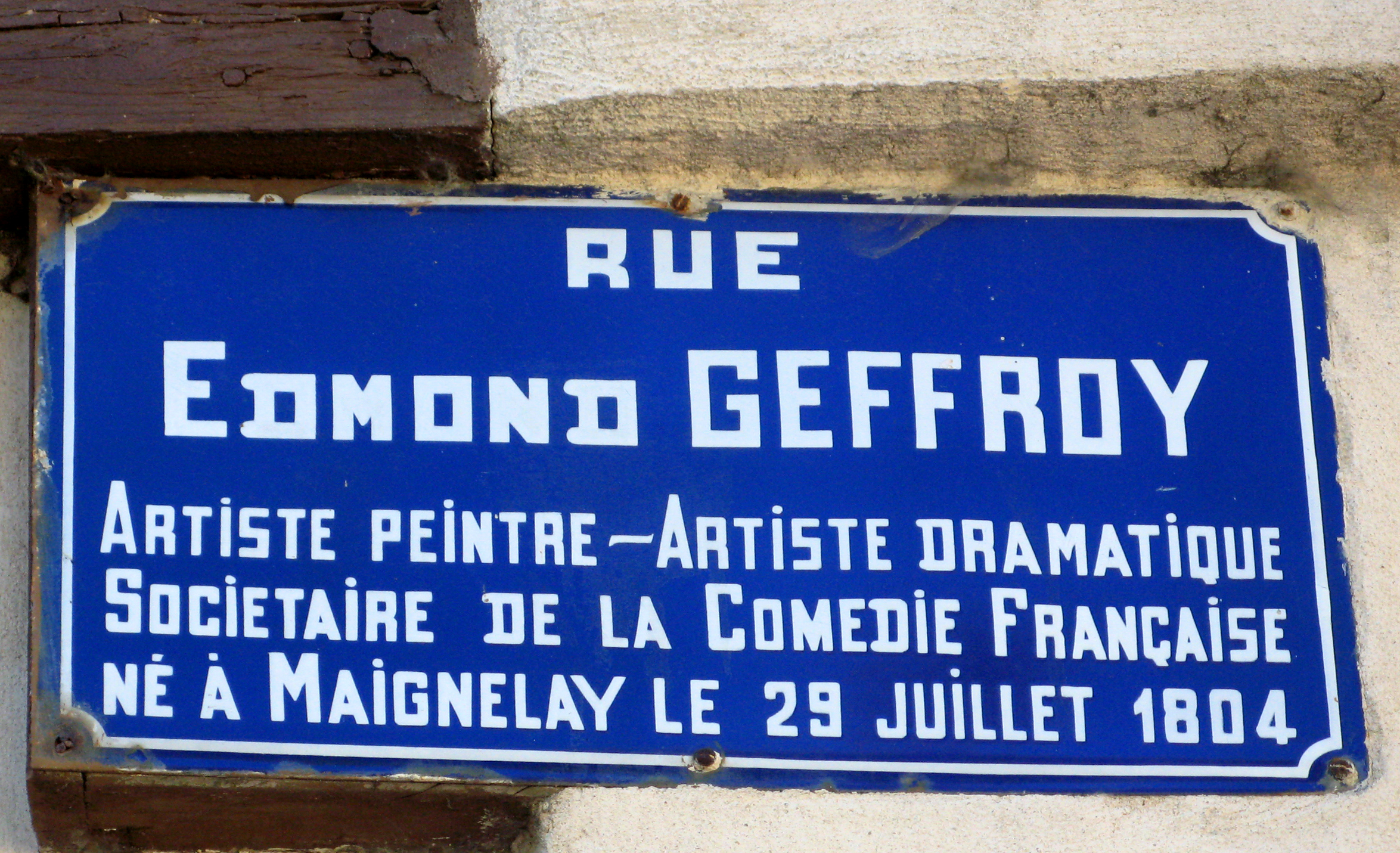
Plaque de rue en l'honneur d'Edmond Geffroy, à Maignelay.

Edmond Geffroy épouse Eulalie Dupuis, fille de Rose Dupuis, également sociétaire de la Comédie-Française.
Il partage sa vie entre la peinture et le théâtre. Acteur connu, sociétaire du théâtre de la Comédie-Française jusqu'en 1865, il étudie la peinture dans l'atelier d'Amaury-Duval. Il expose au Salon de Paris de 1829 à 1868, où il obtient une troisième médaille, puis une deuxième médaille en 1841. Geffroy possédait un atelier dans sa maison à Saint-Pierre-lès-Nemours.
Il consacre la majorité de son œuvre picturale au portrait de groupe ou individuel. Il peint, de 1851 à 1863, tous les visages de ses confrères comédiens, en civil ou dans le costume de leur rôle favori, conservés au foyer de la Comédie-Française, parmi lesquels : 
- Augustine Brohan ;
- Bonval ;
- Madeleine Brohan ;
- Regnier ;
- Rachel Félix ;
- Leroux ;
- Favart ;
- Coquelin ;
- Delaunay (?) ;
- Maillart (?) ;
- Victoria Lafontaine ;
- Jouassin.

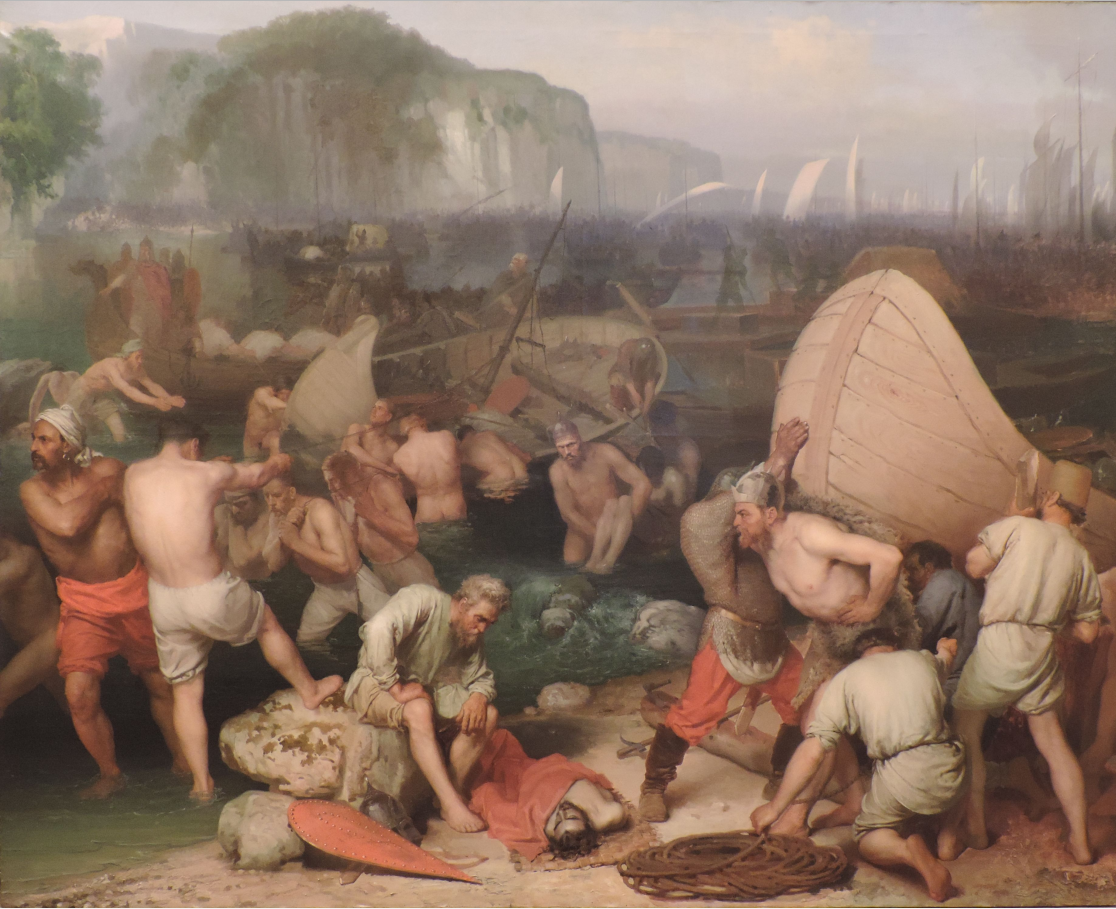
Le Débarquement de l'armée des barbares, 1850, huile sur toile, 125 x 151 cm. Nemours, Château-Musée, 1903.154.1

Il réalise également des sujets historiques et des compositions religieuses, dont une Vierge à l'Enfant, qui dénotent une influence de Raphaël.
Edmond Geffroy est le créateur de la pièce Chatterton d’Alfred de Vigny, avant de devenir doyen des sociétaires de la Comédie-Française.
Il meurt à Saint-Pierre-lès-Nemours le 8 février 1895 à l'âge de 90 ans. Il est inhumé au cimetière de Maignelay-Montigny (Oise).
Une exposition rétrospective de ses œuvres a eu lieu à Maignelay et à Beauvais, et un catalogue a été publié par le musée départemental de l'Oise en 1995.

## Théâtre

### Carrière à laComédie-Française
Entrée en 1829
Nommé 254e sociétaire en 1835
Départ en 1865
Doyen de 1863 à 1865

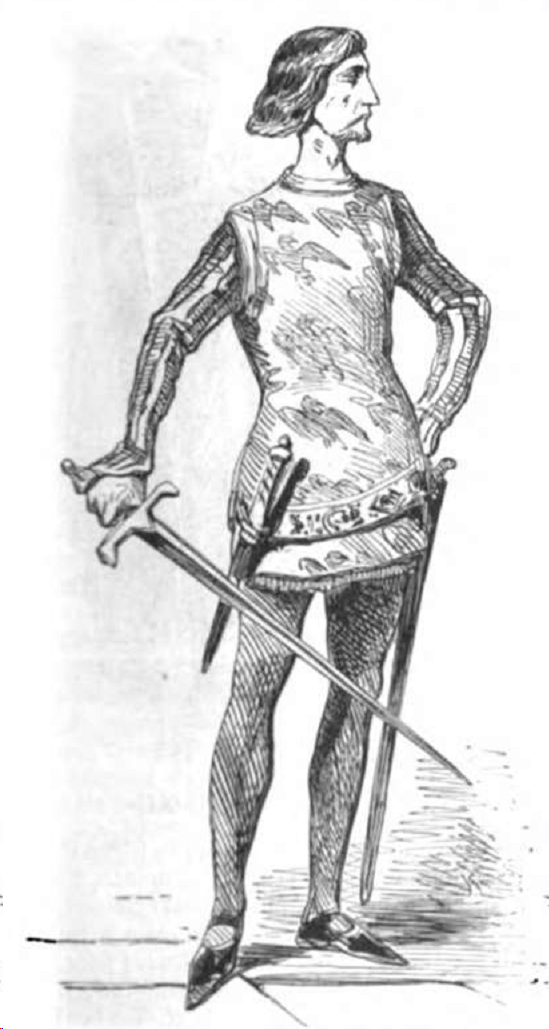
Geffroy dans le rôle dOtbert (Les Burgraves, 1843).

- 1829 : Andromaque de Jean Racine : Oreste
- 1829 : Le Czar Démétrius de Léon Halévy : Romanov
- 1829 : Othello ou le Maure de Venise d'Alfred de Vigny d'après William Shakespeare : Lodovico
- 1829 : Iphigénie de Jean Racine : Arcas
- 1830 : Clovis de Népomucène Lemercier
- 1830 : Gustave Adolphe ou la Bataille de Lutzen de Lucien Arnault : un sous-officier
- 1830 : Hernani de Victor Hugo : le duc de Gotha, Don Francisco et Don Gusman de Lara
- 1830 : Le Mariage de Figaro de Beaumarchais : Pédrille
- 1830 : Françoise de Rimini de Gustave Drouineau : un messager
- 1830 : Trois jours d'un grand peuple de Jean-Henri-Michel Nouguier : premier ouvrier
- 1830 : Lucius Junius Brutus de François Andrieux : Collatin
- 1830 : Don Carlos de Talabot : le duc d'Albe
- 1831 : Le Barbier de Séville de Beaumarchais : La Jeunesse
- 1831 : Camille Desmoulins de Henri-Louis Blanchard et Julien de Mallian : Fouquier-Tinville
- 1831 : Dominique ou le Possédé de Jean-Baptiste-Rose-Bonaventure Violet d'Épagny et Jean-Henri Dupin : Laubardemont
- 1831 : Les Deux Philibert de Louis-Benoît Picard : Philibert aîné
- 1831 : La Famille de Lusigny de Frédéric Soulié et Adolphe Bossange : Gourville
- 1831 : Josselin et Guillemette de Jean-Baptiste-Rose-Bonaventure Violet d'Épagny : baron de Bois-Gaillard
- 1831 : Pierre III de Victor Escousse : Alexis
- 1831 : La Prédiction de Pierre-François Beauvallet : Lautrec
- 1832 : Louis XI de Casimir Delavigne : Nemours
- 1832 : Le Duelliste d'Alexandre de Longpré : Destieuville
- 1832 : Le Barbier de Séville de Beaumarchais : le notaire
- 1832 : Clotilde de Frédéric Soulié et Adolphe Bossange : Rafaël Bazar
- 1832 : Voltaire et Madame de Pompadour de Jean-Baptiste-Pierre Lafitte et Charles Desnoyer : Lekain
- 1832 : Roméo et Juliette de Frédéric Soulié d'après William Shakespeare : Talerne
- 1832 : Le roi s'amuse de Victor Hugo : de Pienne
- 1832 : Une fête de Néron d'Alexandre Soumet et Louis Belmontet : Paris
- 1833 : Guido Reni ou les Artistes d'Antony Béraud : Spada
- 1833 : Plus de peur que de mal de Hippolyte-Nicolas-Just Auger :  Gustave
- 1833 : Clarisse Harlowe d'après Samuel Richardson : Morden
- 1833 : La Conspiration de Cellamare de Jean-Baptiste-Rose-Bonaventure Violet d'Épagny, Saint-Esteben et Jean Vatout : Terreval
- 1833 : La Mort de Figaro de Joseph-Bernard Rosier : Torrido
- 1833 : Le Marquis de Rieux de Jean-Baptiste-Rose-Bonaventure Violet d'Épagny et Henri Dupin : Ruprecht
- 1833 : Bertrand et Raton ou l'Art de conspirer d'Eugène Scribe : Koller
- 1834 : La Passion secrète d'Eugène Scribe : Dulistel
- 1834 : Mademoiselle de Montmorency de Joseph-Bernard Rosier : le prince de Condé
- 1834 : Un dévouement de Hippolyte-Nicolas-Just Auger : le général Desormes
- 1834 : L'Ambitieux d'Eugène Scribe : Walpole
- 1835 : Chatterton d'Alfred de Vigny : Chatterton
- 1835 : Richelieu ou la Journée des dupes de Népomucène Lemercier : Richelieu
- 1835 : Angelo, tyran de Padoue de Victor Hugo : Rodolfo
- 1835 : Don Juan d'Autriche de Casimir Delavigne : Philippe II
- 1836 : Tartuffe de Molière : Oronte
- 1836 : Le Testament d'Alexandre Duval : Dumont
- 1837 : Le Bouquet de bal de Charles-Louis-François Dunoyer : Edmond
- 1837 : Charles VII chez ses grands vassaux d'Alexandre Dumas : Charles VII
- 1838 : Marion de Lorme de Victor Hugo : Louis XIII
- 1838 : L'Impromptu de Versailles de Molière : un nécessaire
- 1838 : Louise de Lignerolles de Prosper-Parfait Dinaux et Ernest Legouvé : le colonel
- 1838 : Philippe III, roi de France d'Antoine Andraud : Adnez
- 1838 : Un jeune ménage d'Adolphe Simonis Empis : de Volmar
- 1838 : Mithridate de Jean Racine : Pharnace
- 1838 : Maria Padilla de Jacques-François Ancelot : Don Pèdre
- 1838 : La Popularité de Casimir Delavigne : Mortins
- 1839 : Les Serments de Jean-Pons-Guillaume Viennet : le marquis de Fage
- 1839 : Le Susceptible d'Amédée Rousseau de Beauplan : M. de Palivert
- 1839 : Andromaque de Jean Racine : Pyrrhus
- 1839 : Laurent de Médicis de Léon Bertrand : Duc de Ferrare
- 1839 : Un cas de conscience de Charles Lafont : Charles
- 1840 : L'École du monde ou la Coquette sans le savoir d'Alexandre Walewski : Serigny
- 1840 : La Calomnie d'Eugène Scribe : Lucien
- 1840 : Cosima ou la Haine dans l'amour de George Sand et Eugène Giraud : Alvise Petruccio
- 1840 : Tartuffe de Molière : l'exempt
- 1840 : La Maréchale d'Ancre d'Alfred de Vigny : de Luynes
- 1841 : Le Mariage de Figaro de Beaumarchais : Almaviva
- 1841 : Le Second mari de Félix Arvers : Courville
- 1841 : Le Chêne du roi d'Alexandre Soumet : Charles II
- 1841 : Le Gladiateur d'Alexandre Soumet et Gabrielle Soumet : Flavien
- 1841 : Le Bourgeois de Gand de Hippolyte Romand : le duc d'Albe
- 1841 : Tartuffe de Molière : Tartuffe
- 1841 : La Prétendante de Prosper Dinaux et Eugène Sue : Robert
- 1841 : Iphigénie de Jean Racine : Achille
- 1841 : Vallia d'Isidore de Latour de Saint-Ybars : Majorin
- 1842 : Lorenzino d'Alexandre Dumas : Strozzi
- 1842 : Le Misanthrope de Molière : Alceste
- 1842 : Le Dernier marquis de Hippolyte Romand : l'abbé de Guème
- 1842 : Le Fils de Cromwell d'Eugène Scribe : le général Monk
- 1843 : Les Burgraves de Victor Hugo : Otbert
- 1843 : Les Grands et les petits de Charles-Jean Harel : Fabricio
- 1843 : Tibère de Marie-Joseph Chénier : Cneius
- 1844 : Un ménage parisien de Jean-François-Alfred Bayard : Vernange
- 1844 : L'Héritière d'Adolphe Simonis Empis : Louis Morel
- 1844 : Le Béarnais de Ferdinand Dugué : Henri de Navarre
- 1845 : Virginie d'Isidore de Latour de Saint-Ybars : Appius
- 1845 : La Tour de Babel de Pierre-Chaumont Liadières : Campbell
- 1845 : Corneille et Rotrou de Ferdinand de Laboullaye et Pierre-Étienne Piestre de Cormon : Corneille
- 1845 : Un homme de bien d'Émile Augier : Féline
- 1846 : Une fille du Régent d'Alexandre Dumas : le Régent
- 1846 : La Vestale d'Élie Sauvage et Frédéric Duhomme : Caton
- 1846 : Les Spéculateurs d'Armand Durantin et Émile Fontaine : Delmarre père
- 1846 : Le Nœud gordien de Madame Casamayor : Clavière
- 1847 : Dom Juan ou le Festin de pierre de Molière : Dom Juan
- 1847 : Un poète de Jules Barbier : Richard
- 1847 : Les Aristocraties d'Étienne Arago : Valentin
- 1848 : Thersite de Villarceaux : Thersite
- 1848 : Le roi attend de George Sand : Shakespeare
- 1848 : La Marquise d'Aubray de Charles Lafont : le docteur
- 1848 : Blaise Pascal de Costa : Blaise Pascal
- 1848 : André del Sarto d'Alfred de Musset : André del Sarto
- 1849 : La Mère coupable de Beaumarchais : Almaviva
- 1849 : Le Testament de César de Jules Lacroix et Alexandre Dumas : Jules César
- 1850 : Charlotte Corday de François Ponsard : Marat
- 1850 : Les Contes de la reine de Navarre d'Eugène Scribe et Ernest Legouvé : François Ier
- 1850 : Le Joueur de flûte d'Émile Augier : Ariobarzane
- 1851 : Les Bâtons flottants de Pierre-Chaumont Liadières : le ministre
- 1853 : Le Lys dans la vallée de Théodore Barrière et Arthur de Beauplan d'après Honoré de Balzac : le comte de Mortsauf
- 1858 : Le Retour du mari de Mario Uchard : le baron de Méran
- 1864 : Maître Guérin d'Émile Augier : Desroncerets

### Hors Comédie-Française
- 1872 : Ruy Blas de Victor Hugo, théâtre de l'Odéon : Don Salluste
- 1877 : L'Hetman de Paul Déroulède, théâtre de l'Odéon : Frol Gherasz

## Œuvres dans les collections publiques
- Bourg-en-Bresse[Où ?] : La Vierge à l'Enfant.

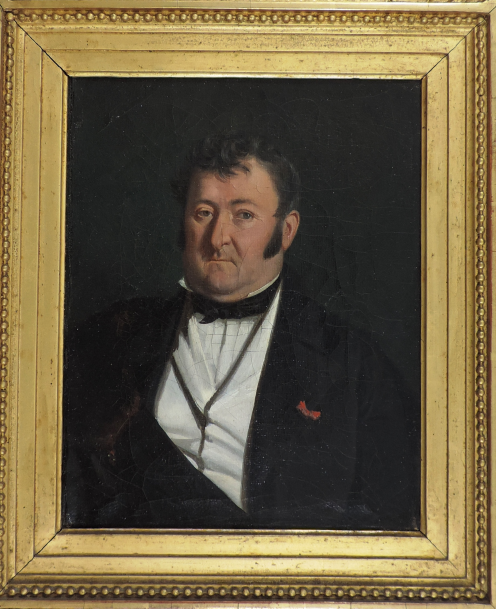
Charles François Bourgeois, 1838, huile sur toile, 43 x 38 cm. Nemours, Château-Musée, 2020.369.1

- Rouen, musée des beaux-arts : Vierge à l'Enfant.
- Nemours, Château-Musée : 
  - Charles François Bourgeois (1780-1854), ancien capitaine au 30e régiment d'infanterie de ligne, 1838, huile sur toile, 43 x 38 cm. 2020.369.1
  - Le Débarquement de l'armée des barbares, 1850, huile sur toile, 125 x 151 cm. 1903.154.1[5].
  - Portrait de Monsieur Ragot, chef de gare à Nemours, 1878, huile sur toile, 41 x 32 cm. 2018.0.274.